# جاكوب فادليجش
جاكوب فادليجش (مواليد 10 أكتوبر 1990) هو رامي رمح تشيكي،فاز بالميدالية الفضية في أولمبياد 2020.